# Iraks ekonomi
Den här artikeln behandlar Iraks ekonomi.
Irak är ett gammalt jordbruksland, men i modern tid har dess ekonomi dominerats av oljesektorn, vilken traditionellt har gett 95 procent av intäkterna i utrikeshandeln. Landet var 1988 den näst efter Saudiarabien största producenten av olja i Mellanöstern, och under åren 1980-1987 svarade oljeexporten för mer än 98 procent av landets exportintäkter. På 1980-talet skapade kriget med Iran stora utgifter, vilket tvingade landet att låna pengar samt att minska återbetalningarna på tidigare utlandslån. Iraks ekonomiska förluster under detta krig beräknas till minst 100 miljarder amerikanska dollar. Efter krigets slut 1988 ökade oljeexporten gradvis i och med konstruktionen av nya oljeledningar och återuppbyggnaden av skadade.
Den Irakiska ockupationen av Kuwait i augusti 1990 och Gulfkriget som inleddes i januari 1991 ledde till stor ekonomisk skada inte bara genom de direkta kostnaderna för dessa krig utan också p.g.a. de internationella sanktioner som följde. Oljeexporten ökade under slutet av 1990-talet, och år 2002 uppgick den till ca 75 procent av nivån för år 1988.
Sysselsättningsmässigt dominerar idag servicesektorn.
Sedan 2020  har Iraks ekonomi varit klatastrofal. Arbetslösheten särskilt bland unga är skyhög, landets administration lider av omfattande korruption och ineffektivitet och landet lider av coronaviruspandemin. Iraks bruttonationalprodukt bnp väntades minska med omkring 10 procent i år 2020 och låga oljepriser väntades förvärra det enorma budgetunderskottet ytterligare. Fattigdomen väntades öka betydelsefullt.

## Mineral
Iraks i särklass viktigaste råvara är oljan.

## Energi
Iraks elproduktion kommer till mer än 90 procent från oljeeldade kraftverk, men det finns även vattenkraft som kommer från dammar som byggts längs landets stora floder.

## Industri
Alla större industriföretag i Irak förstatligades 1964.

## Utrikeshandel
Oljan är Iraks viktigaste exportvara.